# Bastian Treuheit
Bastian Treuheit (* 17. Januar 1998 in Fürth) ist ein deutscher Politiker (AfD). Er zog über den Listenplatz 18 der AfD Bayern in den 21. Deutschen Bundestag ein.

## Persönlicher Werdegang
2013 erwarb Treuheit den Qualifizierenden Abschluss der Mittelschule. 2013 bis 2015 absolvierte er eine Berufsausbildung zum Maschinen- und Anlagenführer. 2015 erwarb er die Mittlere Reife. 2017 bis 2019 machte er eine zweite Berufsausbildung zum Kaufmann im Groß- und Außenhandel. Er hat ein Kind.

## Politischer Werdegang
2016 trat Treuheit in die AfD ein. Seit 2018 ist er Mitglied im AfD-Kreisvorstand Fürth/Neustadt a. d. Aisch und seit 2023 Vorsitzender AfD-Ortsverband Zirndorf.
Seit 2020 ist er Mitglied des Kreistages Fürth und stellvertretender Fraktionsvorsitzender der AfD-Fraktion, Mitglied des Stadtrates Zirndorf und Ratsgruppensprecher der AfD-Ratsgruppe.
Zur Bundestagswahl 2025 trat Treuheit im Bundestagswahlkreis Fürth sowie auf der Landesliste Bayern der AfD an. Er verpasste mit 18,5 Prozent das Direktmandat, zog aber über die Liste in den 21. Deutschen Bundestag ein.
Dort ist Treuheit ordentliches Mitglied im Ausschuss für Wohnen, Stadtentwicklung, Bauwesen und Kommunen sowie stellvertretend im Ausschuss für Sport und Ehrenamt und im Ausschuss für Arbeit und Soziales.